# Талдомский городской округ
Та́лдомский городско́й о́круг — муниципальное образование на севере Московской области России, соответствующее по административно-территориальному делению городу областного подчинения Та́лдом с административной территорией.
Административный центр — город Талдом.
До 2018 года соответствовал по территории Талдомскому району (административно-территориальная единица (район) и муниципальное образование (муниципальный район) Московской области).

## История
1 января 2006 года в соответствии с реформой местного самоуправления Талдомский район получил статус муниципального района и был разделён на 4 городских и 3 сельских поселения.
8 июня 2018 года Талдомский муниципальный район был преобразован в Талдомский городской округ с упразднением всех поселений.
Талдомский район как административно-территориальная единица 30 июля 2018 года упразднён и преобразован в город областного подчинения Талдом с административной территорией.

## Население
По итогам переписи населения 2020 года проживали следующие национальности (национальности менее 0,1 % и другое, см. в сноске к строке «Другие»):
| Национальность | Численность, чел. | Доля     |
| -------------- | ----------------- | -------- |
| Русские        | 57 463            | 89,15 %  |
| Узбеки         | 1167              | 1,81 %   |
| Таджики        | 1012              | 1,57 %   |
| Армяне         | 341               | 0,53 %   |
| Татары         | 274               | 0,43 %   |
| Украинцы       | 256               | 0,40 %   |
| Киргизы        | 179               | 0,28 %   |
| Азербайджанцы  | 171               | 0,27 %   |
| Мордва         | 130               | 0,20 %   |
| Молдаване      | 123               | 0,19 %   |
| Белорусы       | 102               | 0,16 %   |
| Другие         | 3240              | 5,01 %   |
| Итого          | 64 458            | 100,00 % |

## Общая карта
Легенда карты:
|  | Более 10 000 жителей   |
|  | 2 000 — 10 000 жителей |
|  | 1 000 — 2 000 жителей  |
|  | 500 — 1 000 жителей    |
|  | 100 — 500 жителей      |